# 钱伯斯县 (得克萨斯州)
錢伯斯縣（英語：Chambers County）是美国德克萨斯州東南部的一個縣，南向墨西哥灣，面積2,258平方公里。根據2020年美國人口普查，共有人口46,571人。縣治阿納瓦克（Anahuac）。該縣成立於1858年。縣名紀念德州早期的律師湯瑪斯·傑佛遜·錢伯斯。